# TV Tarobá Cascavel
TV Tarobá Cascavel é uma emissora de televisão brasileira sediada em Cascavel, cidade do estado do Paraná. Opera no canal 6 (36 UHF digital), e é afiliada à Rede Bandeirantes. Pertence ao Grupo Tarobá, do qual também fazem parte a sua coirmã TV Tarobá Londrina e as rádios Tarobá FM de Cascavel e Londrina. Seus estúdios ficam localizados no bairro Maria Luiza, e sua antena de transmissão está no alto do Centro Comercial Discolândia, no Centro. A emissora mantém ainda uma sucursal em Foz do Iguaçu, de onde é gerada parte da programação local.

## História
Após licitação pública, a concessão do canal 6 VHF de Cascavel foi outorgada pelo presidente Ernesto Geisel em 29 de junho de 1976, a um grupo de empresários liderados pelo jornalista João Milanez, proprietário do jornal Folha de Londrina. A partir daí, iniciou-se a implantação daquela que seria a primeira emissora de televisão do oeste paranaense, com a compra de modernos equipamentos importados da Alemanha Ocidental, e a contratação de profissionais da cidade e até de outros estados do país.
A TV Tarobá entrou no ar em 1.º de fevereiro de 1979, retransmitindo a programação da Rede Bandeirantes, da qual atualmente é a mais antiga afiliada. Seu nome é derivado de um dos personagens da lenda indígena sobre a origem das Cataratas do Iguaçu. Desde aquela época, a emissora investiu massivamente em programação regional e também em cobertura, chegando a atender mais de 4 milhões de telespectadores. Em 1981, foi instalada uma sucursal em Foz do Iguaçu, com produções independentes e capacidade para grandes transmissões ao vivo. Paraguaios e argentinos que viviam nas regiões fronteiriças também passaram a acompanhar a programação local da TV Tarobá.
No ano seguinte, João Milanez associou-se aos empresários Tito Muffato, Pedro Muffato e Hermínio Vieira, proprietários do Grupo Muffato. Milanez se manteve nesta sociedade até 2005, quando vendeu a sua parte para a família. Desde então, a sociedade está dividida entre os herdeiros de Tito Muffato (morto em um acidente aéreo em 1996), os irmãos Ederson, Everton e José Eduardo Muffato, e a viúva Reni Muffato.

## Sinal digital
| Canal virtual | Canal digital | Resolução de tela | Programação                                        |
| ------------- | ------------- | ----------------- | -------------------------------------------------- |
| 6.1           | 36 UHF        | 1080i             | Programação principal da TV Tarobá Cascavel / Band |

A emissora iniciou suas transmissões digitais em 24 de fevereiro de 2011, através do canal 36 UHF, com uma cerimônia onde também estiveram presentes autoridades como o governador Beto Richa e o ministro das comunicações Paulo Bernardo. Desde então, sua programação é gerada em alta definição.
Transição para o sinal digital
Com base no decreto federal de transição das emissoras de TV brasileiras do sinal analógico para o digital, a TV Tarobá Cascavel, bem como as outras emissoras de Cascavel, cessou suas transmissões pelo canal 6 VHF em 28 de novembro de 2018, seguindo o cronograma oficial da ANATEL.

## Programas
Além de retransmitir a programação nacional da Band, atualmente a TV Tarobá Cascavel produz e exibe os seguintes programas:
- Brasil Urgente
- Canal Geral
- Canta Paraná
- Circulando
- Gente que Faz
- Jogo Aberto
- Jornal Tarobá
- Ponto de Vista
- Primeira Hora
- Tarobá Automóvel
- Tarobá Cidade
- Tarobá Esporte
- Tarobá Rural
- Tempo Quente
- Vitrine Revista

## Retransmissoras
- Barracão - 24 UHF
- Cafelândia - 46 UHF
- Céu Azul - 4 VHF
- Clevelândia - 35 UHF
- Dois Vizinhos - 29 UHF
- Francisco Beltrão - 6 VHF
- General Carneiro - 35 UHF
- Goioerê - 19 UHF
- Guarapuava - 4 VHF
- Guaíra - 13 VHF
- Laranjeiras do Sul - 10 VHF
- Mamborê - 14 UHF
- Marechal Cândido Rondon - 5 VHF
- Marmeleiro - 40 UHF
- Nova Laranjeiras - 7 VHF
- Palmas - 13 VHF
- Palotina - 3 VHF / 24 UHF digital
- Pato Branco - 5 VHF
- Pinhão - 8 VHF
- Planalto - 19 UHF
- Quedas do Iguaçu - 9 VHF
- Santa Helena - 24 UHF
- Terra Roxa - 4 VHF
- Turvo - 7 VHF
- União da Vitória - 18 UHF